# São João da Boa Vista
São João da Boa Vista es un municipio brasileño del estado de São Paulo. Se localiza a una latitud 21°58′9″ sur y a una longitud 46º47'53" oeste, estando a una altitud de 767 metros. Según el censo del IBGE de 2010, São João da Boa Vista tiene una población de 83 661 habitantes y su IDH es de 0,843, considerado el 15.º mejor del estado de São Paulo. Es conocida por sus maravillosos crepúsculos.

## Geografía

### Aspectos físicos y geográficos
São João da Boa Vista está en la región cristalina de la sierra de la Mantiqueira (Región geomorfológica de Lindoia y Sierra Negra) y próximas a la línea de contacto con la región sedimentaria (Depresión Periférica), que se encuentran al oeste del municipio, en dirección a Aguaí. 
Las tierras del municipio se encuentran en la Media Mogiana, formando parte de la 5.ª Región Administrativa del Estado y también es sede de la microrregión de Campinas. 
El clima es tropical caliente con inviernos poco rigurosos. 
La vegetación original fue prácticamente devastada.

### Hidrografía
Los principales ríos que cortan el municipio son: Río Jaguari-Mirim, Río São João y Río de la plata.

## Demografía
En el año 2008, su población era de 115.369 habitantes (IBGE). En 2009, según el IBGE, la ciudad pasó a tener 117.909 habitantes.
Densidad Demográfica162,58 hab./km²
Tasa de Crecimiento Demográfico0,64 % a.a
Población residente (2000)
Hombres: 53 760
Mujeres: 57 626
Urbana: 104 986
Rural: 7731
Total de domicilios
Total: 40 877
Urbanos: 37 361
Rurales: 3443

## Carreteras
- SP-330
- SP-342
- SP-344